# Curcuma australasica
Curcuma australasica là một loài thực vật có hoa trong họ Gừng. Loài này được Joseph Dalton Hooker mô tả khoa học đầu tiên năm 1867. Tên gọi tiếng Anh của nó là Australian wild turmeric, nghĩa là nghệ hoang Australia. Tên gọi khác là Cape York lily, nghĩa là loa kèn Cape York. Tên gọi trong ngôn ngữ Gugu Yimithirr ở viễn bắc Queensland, Australia là kumbigi.

## Từ nguyên
Tính từ định danh australasica là để chỉ Australia.

## Phân bố
Loài này có tại Australia (Lãnh thổ Bắc Úc, Queensland), Indonesia (từ Maluku tới phần lãnh thổ trên đảo New Guinea), Papua New Guinea (đảo chính, quần đảo Bismarck, Bắc Solomons), cũng như một vài đảo khác trên Thái Bình Dương như Polynesia thuộc Pháp (quần đảo Society, Tubuai), Guam, Micronesia, quần đảo Bắc Mariana, Palau, Quần đảo Solomon (Nam Solomons). Cao độ sinh sống: 0 - 2.000 m. Môi trường sinh sống là những vùng đất ẩm ướt, rừng, bìa rừng nhiều bóng râm, trảng cỏ, chịu được sương giá nhẹ. Loài này ngủ trong mùa khô, và khi trồng trọt cần nhiều nước trong mùa sinh trưởng.

## Mô tả
Cây cao 30–80 cm. Thân rễ màu vàng. Rễ gồm các chùm củ hình trụ với các chỗ thắt đây đó, màu trắng. Lá dài 1-1,5 ft (30–46 cm), rộng 6–19 cm, hình mũi mác hẹp hay hình mũi mác, với đáy thuôn tròn, đỉnh nhọn. Cán hoa đầu cành, ban đầu ngắn, sau kéo dài ra đáng kể. Cụm hoa bông thóc, dài 5-7 inch (13–18 cm), hình trụ, nhiều hoa. Lá bắc dưới dạng nắp, mọc sát nhau, hợp sinh tại gốc, tù, uốn cong, màu xanh lục; lá bắc trên tỏa rộng, thuôn dài, nhọn, màu hồng, dài 1 inch (2,5 cm). Hoa màu vàng nhạt (đôi khi màu trắng). Bầu nhụy hình cầu. Ống đài dài bằng 0,5 lần ống tràng; 3 thùy, tù. Các thùy tràng thuôn dài, tù, 1,5–2 cm. Môi hình tròn. Bao phấn thuôn dài, với các cựa chụm lại. Nhị lép thon nhỏ dần. Ra hoa từ tháng 11 đến tháng 3 năm sau. Giống cây trồng "Aussie Plume" được trồng tại Hoa Kỳ có thể cao đến 2 m.

## Sử dụng
Người dân địa phương ở Micronesia sử dụng nghệ hoang Ausstralia; như thân rễ và lá được sử dụng làm thuốc trong y học dân gian trên các đảo san hô vòng Woleai và Namoluk, còn lá được sử dụng để gói thực phẩm ở Chuuk, nhưng không rõ là lá và thân rễ được thu hái từ cây mọc hoang dã hay từ cây trồng. Trên đảo Poluwat, loài cây này được trồng rộng rãi và những cây trồng này được sử dụng để làm vòng hoa, còn thân rễ được sử dụng làm thuốc nhuộm màu vàng để tô vẽ lên cơ thể. Thổ dân trên bán đảo Cape York nướng thân rễ loài này để ăn.

## Quan hệ họ hàng
C. australascia được cho là có quan hệ họ hàng gần với loài cây trồng phổ biến là nghệ (C. longa). Tuy nhiên, nghiên cứu phát sinh chủng loài gần đây của chi Curcuma lại không bao gồm C. australasica, nên không rõ hai loài có quan hệ họ hàng gần như thế nào. Tuy nhiên, cả hai loài đều nằm trong phân chi Curcuma của chi Curcuma, vì thế cho đến khi nghiên cứu sâu hơn được thực hiện về mối quan hệ di truyền giữa các loài, theo phương pháp của Maxted et al. (2006), thì C. australasica có thể được phân loại là họ hàng hoang dã bậc ba (trong nhóm Đơn vị phân loại 3) của nghệ. Ở dạng hoang dã, C. australasica là họ hàng hoang dã chính của dạng trồng trọt của loài này, được sử dụng làm cây cảnh.

## Hình ảnh

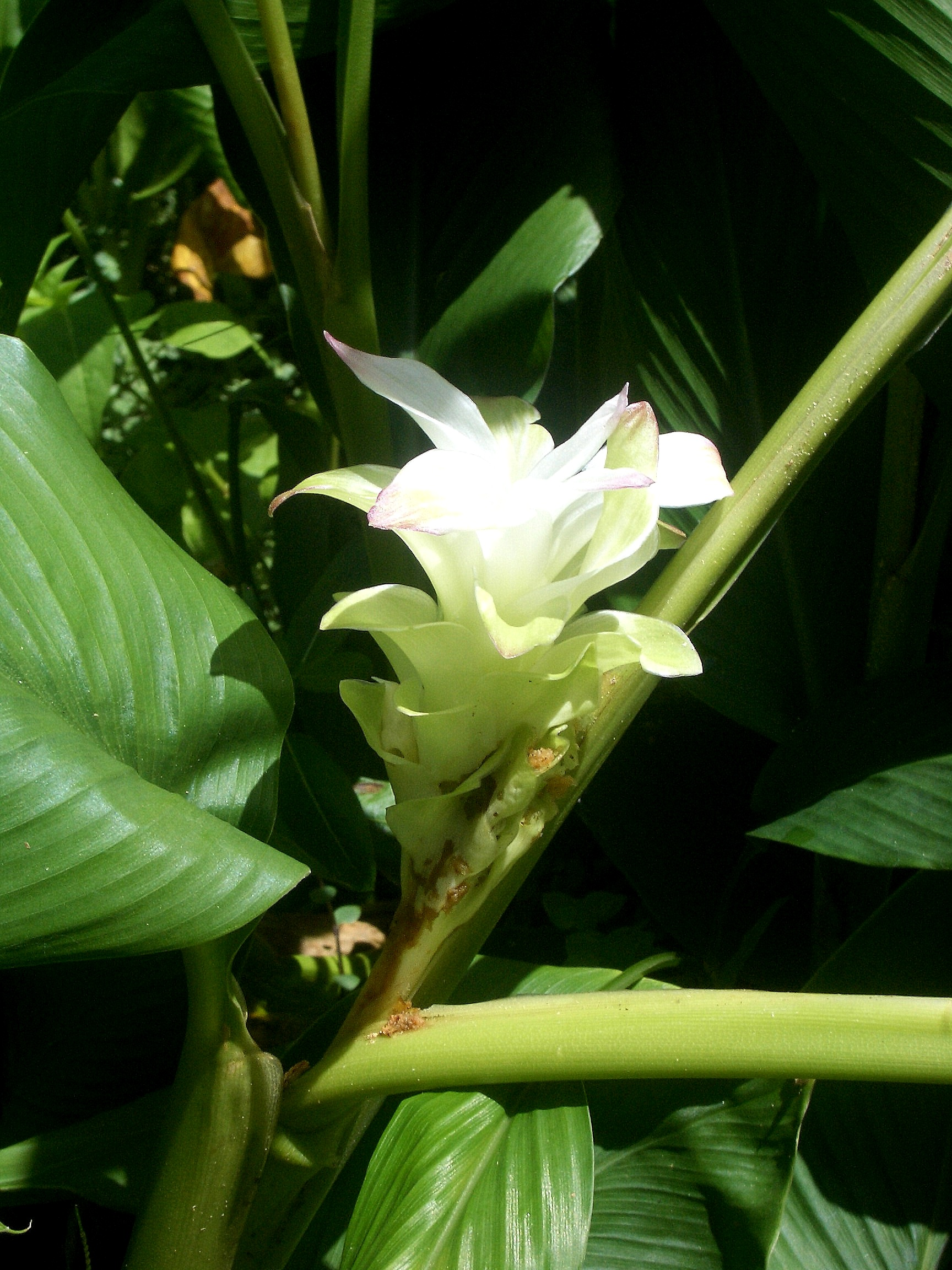
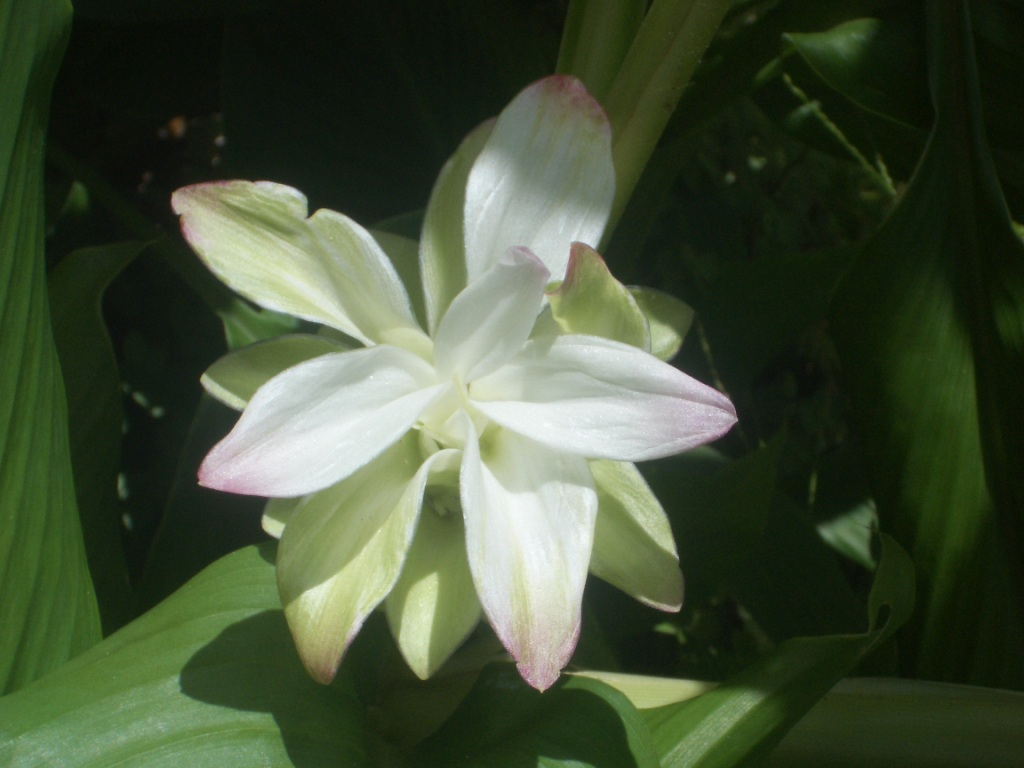
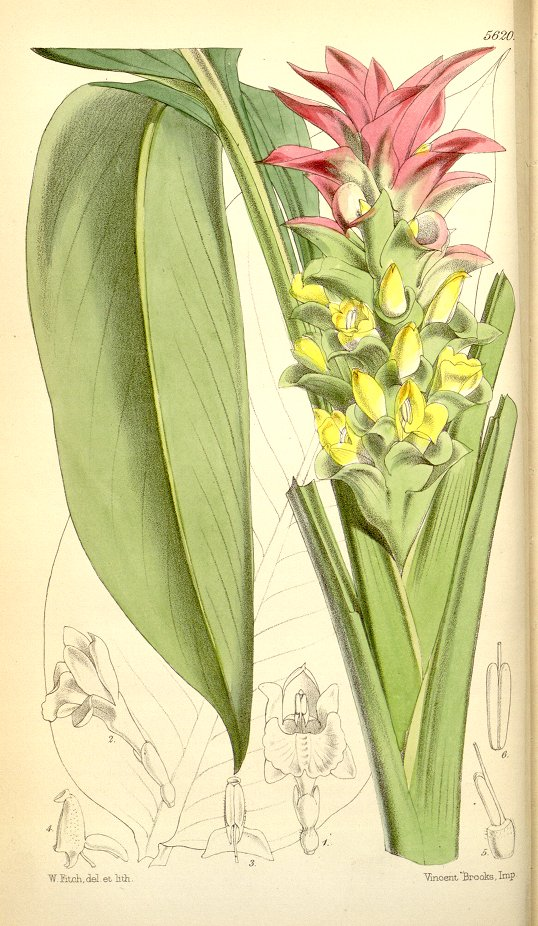